# Scott Lincoln
Scott Lincoln (* 7. Mai 1993 in Northallerton) ist ein britischer Leichtathlet, der sich auf das Kugelstoßen spezialisiert hat.

## Sportliche Laufbahn
Erste Erfahrungen bei internationalen Wettkämpfen sammelte Scott Lincoln im Jahr 2021, als er mit 20,81 m beim Göteborg Friidrott GP siegte. Anschließend nahm er an den Olympischen Sommerspielen in Tokio teil und schied dort mit einer Weite von 20,42 m in der Qualifikationsrunde aus. Im Jahr darauf gelangte er bei den Hallenweltmeisterschaften in Belgrad mit 19,65 m auf Rang 16 und im Juni siegte er mit 20,19 m beim Internationalen Pfingstsportfest Rehlingen. Im Juli verpasste er bei den Weltmeisterschaften in Eugene mit 19,97 m den Finaleinzug und anschließend gewann er bei den Commonwealth Games in Birmingham mit 20,57 m die Bronzemedaille hinter den Neuseeländern Tomas Walsh und Jacko Gill. Daraufhin erreichte er bei den Europameisterschaften in München mit 19,90 m Rang zehn. 2023 siegte er mit 20,65 m beim Memoriál Josefa Odložila, ehe er bei der 1. Liga der Team-Europameisterschaft im Zuge der Europaspiele in Chorzów mit 21,10 m Zweiter wurde und sich damit ligenübergreifend die Bronzemedaille hinter dem Italiener Zane Weir und Filip Mihaljević aus Kroatien sicherte. Im August schied er bei den Weltmeisterschaften in Budapest mit 20,22 m in der Qualifikationsrunde aus. Im Jahr darauf gelangte er bei den Hallenweltmeisterschaften in Glasgow mit 20,36 m auf Rang zehn und belegte im Juni bei den Europameisterschaften in Rom mit 20,88 m den vierten Platz. Im August verpasste er bei den Olympischen Sommerspielen in Paris mit 19,69 m den Finaleinzug.
2025 erreichte er bei den Halleneuropameisterschaften in Apeldoorn das Finale und belegte dort mit 20,73 m den vierten Platz, ehe er bei den Hallenweltmeisterschaften kurz darauf in Nanjing mit 19,88 m auf den zwölften Platz gelangte.
In den Jahren von 2015 bis 2024 wurde Lincoln britischer Meister im Kugelstoßen im Freien sowie von 2016 bis 2020 sowie von 2022 bis 2025 auch in der Halle. 